# Nesticus sbordonii
Nesticus sbordonii är en spindelart som beskrevs av Brignoli 1979. Nesticus sbordonii ingår i släktet Nesticus och familjen grottspindlar.
Artens utbredningsområde är Italien. Inga underarter finns listade i Catalogue of Life.